# Ninja Gaiden Sigma 2
Ne doit pas être confondu avec Shadow Warriors II: Ninja Gaiden II.
Ninja Gaiden Sigma 2 (stylisé Ninja Gaiden Σ2), est un portage amélioré du jeu vidéo Ninja Gaiden II. Il est développé par Team Ninja et édité par Tecmo Koei en 2009 exclusivement sur PlayStation 3.
Il comprend l'intégralité du mode histoire original, ainsi que du contenu supplémentaire apporté pour améliorer le jeu, avec des textures mises à jour et une résolution en 720p. Le jeu peut être considéré comme une suite spirituelle à Ninja Gaiden Sigma, dans le sens où il agrémente l'épisode original de la même façon.
La version collector du jeu comprend notamment un one-shot introductif à l'histoire du jeu nommé The Vampire War, dessiné dans un style comics.
Un portage pour PlayStation Vita, titré Ninja Gaiden Sigma 2 Plus est sorti en 2013.

## Système de jeu
Le jeu propose de nouveaux boss à grande échelle, un mode de jeu en ligne coopératif et le support des trophées PlayStation Network. Contrairement à la première édition du jeu, le mouvement de détection de la manette Sixaxis n'est pas utilisé pour « charger » la magie Ninpo, il est à la place utilisé comme un moyen secret permettant de secouer la poitrine des personnages féminins,.
Bien que Sigma 2 possède du contenu supplémentaire qui n'est pas présent dans Ninja Gaiden II, une grande quantité de contenu a également été retiré du jeu, ou altéré. Avec le mode mission d'équipe, où deux joueurs peuvent jouer ensemble dans le gameplay coopératif, le second protagoniste peut être contrôlé par l'ordinateur s'il n'y a pas de partenaire humain, ou si le joueur est hors ligne. En mode Histoire, le scoring Karma est supprimé et maintenant uniquement disponible au défi chapitre. Les tests de valeur ont également été supprimés, dispersant les récompenses à travers les chapitres de Ryu.
Presque tout le sang a été retiré. Une brume pourpre jaillit maintenant des ennemis, avec une réduction des éclaboussures de sang. Les parties de corps démembrés ne reposent plus sur le sol, elles disparaissent. De plus, les cinématiques ont été altérées pour supprimer les effets de mutilations, de dissections et de sang. Dans la version japonaise de Sigma 2 le joueur peut uniquement décapiter les monstres et les non-humains. Même le menu de pause et l'écran du game over sont de couleur bleue à la place du rouge pour illustrer ce changement.